# فنيس العجمي
فنيس العجمي مهندس وناشط نقابي كويتي، أمين سر نقابة العاملين في الهيئة العامة للتعليم التطبيقي والتدريب، ومؤسس اتحاد طلبة التطبيقي وأول رئيس لهيئتها الادارية، ومستشار الاتحاد الوطني لعمال وموظفي الكويت، وهو مسؤول العلاقات الدولية في المجلس العربي الأوروبي للبيئة. كما يترأس جمعية الصداقة الكويتية الأردنية،

## مسيرته
حصل على البكالوريوس في الهندسة الميكانيكية من جامعة فيلادلفيا.
وماجستير هندسة وإدارة مشاريع من جامعة كوفنتري ببريطانيا.
ترأس مجلس الطلبة في كلية الدراسات التكنولوجية عام 2001/2000، قبل أن يضع الحجر الأساس للاتحاد العام لطلبة ومتدربي الهيئة العامة للتعليم التطبيقي والتدريب وتم تزكيته لرئاستها عام 2002/2001. وبعدها تم تأسيس نقابة الهيئة العامة للتعليم التطبيقي والتدريب سنة 2003 وهي أول نقابة منذ تأسيس الهيئة منذ العام 1982، وتم اختياره أمين سر للنقابة، كما ترأس جمعية الفنيين الكويتية، ورئاسة جمعية الصداقة الكويتية الأردنية والآن يعمل في المجلس العربي الأوروبي للبيئة بصفة مفوض العلاقات الدولية.
تم دعوته أواخر سنة 2012 في البرنامج العالمي مشروع القادة في مجالات السياسة الذي يقام في الولايات المتحدة الأمريكية، كممثل عن منطقة الخليج، إلى جانب 20 شخصية منهم رؤساء أحزاب ونواب ووزراء ومستشارين سياسيين من مختلف دول العالم، وهذا المشروع جزء من برنامج الزائر الدولي للقياديين في العالم وهو برنامج ثقافي سياسي تديره الحكومة الأمريكية.